# Чифтчи, Угур
Угур Чифтчи (тур. Uğur Çiftçi; род. 4 мая 1992, Sivas, Сивас) — турецкий футболист, защитник клуба «Сивасспор» и сборной Турции.

## Клубная карьера
Чифтчи — воспитанник клуба «Генчлербирлиги». В 2010 году игрок был включён в заявку основной команды на сезон. В 2011 году Угур на правах аренды перешёл в «Хаджеттепе», за который выступал на протяжении двух сезонов. В 2013 году Чифтчи вернулся в «Генчлербирлиги». 23 августа в матче против «Акхисарспора» он дебютировал в турецкой Суперлиге. 19 сентября 2014 года в поединке против «Эскишехирспора» Угур забил свой первый гол за «Генчлербирлиги». Летом 2018 года Чифтчи перешёл в «Сивасспор». 11 августа в матче против «Аланьяспора» он дебютировал за новую команду. В 2019 году в поединке против «Трабзонспора» Угур забил свой первый гол за «Сивасспор». В 2022 году игрок помог клубу завоевать Кубок Турции.

## Международная карьера
19 ноября 2013 года в товарищеском матче против сборной Беларуси Чифтчи дебютировал за сборную Турции.

## Достижения
Клубные
 «Сивасспор»
- Обладатель Кубка Турции — 2021/2022